# Park Paderewskiego
Park Paderewskiego (tot 1945 Georg-Wiesner-Park) is een park in de Poolse stad Zgorzelec dat tussen 1929 en 1931 werd aangelegd in een tuinstad in het toenmalige Görlitz. Het park werd vernoemd naar Georg Wiesner, de burgemeester van Görlitz. De straten in de nabijheid kregen destijds namen van Duitse componisten, maar zijn in 1945 hernoemd naar Poolse componisten, zoals Chopin. Ook het park werd toen hernoemd, namelijk naar de Poolse componist, pianist, diplomaat en politicus Ignacy Jan Paderewski. 
Park Paderewskiego is een langgerekt park dat loopt van de huidige Ulica Tadeusza Kościuszki aan de westkant tot het station Zgorzelec-Miasto aan de oostkant. Het beschikt over een amfitheater en er zijn een aantal monumenten te vinden. Aan de oostzijde verrezen na de Tweede Wereldoorlog enkele plattenbaucomplexen.